# Ottativo
L'ottativo (dal latino optativus, aggettivo derivato dal verbo optare, desiderare, sott. modus) è un modo della coniugazione verbale frequente nelle lingue indoeuropee antiche. Si rinviene per esempio nel greco antico, nell'albanese, nel sanscrito e nella lingua friulana.

## Origine del termine
La parola ottativo deriva dal verbo latino optare che significa desiderare: una delle funzioni principali dell'ottativo è quella di esprimere un desiderio, una speranza in qualcosa.

## Funzione dell'ottativo
L'ottativo è il modo del desiderio e della potenzialità. Nelle lingue che lo possiedono, si oppone all'indicativo (il modo dell'azione reale) e al congiuntivo (un modo con valore di azione prospettiva ed esortativa).

## Usi dell'ottativo in alcune lingue indoeuropee antiche

### Greco antico
L'ottativo greco può avere tre funzioni principali:
- desiderativo; accompagnato solitamente da particelle come εἴθε, εἰ γάρ, ὡς, indica un desiderio realizzabile:

εἴθε πλούσιος γένοιο che tu possa diventare ricco!
- concessivo; usato di solito in espressioni fisse, esprime una concessione:

εἴη e sia pure!
βαίη che vada pure!
- potenziale; accompagnato da ἄν, indica qualcosa che potrebbe accadere nel presente:

ἄν τις ἔλθοι qualcuno potrebbe venire
ἂν θάνοις potresti morire
L'ottativo può anche avere un uso sintattico: l'alternanza di congiuntivo e ottativo nelle proposizioni dipendenti obbedisce a una legge detta della consecutio modorum, che si può così sinteticamente enunciare:
- se nella reggente c'è un tempo principale (presente, futuro o perfetto - in greco il perfetto non rappresenta un'azione nel passato, ma indica uno stato o un risultato nel presente), la proposizione dipendente sarà caratterizzata dal congiuntivo, il quale ha sempre connotato di tempo principale. Se invece nella reggente c'è un tempo storico (una qualunque forma di tempo passato) la proposizione dipendente avrà tendenzialmente il modo ottativo, detto in questo caso obliquo, il quale ha sempre connotato di tempo storico, ma può avere regolarmente anche il modo congiuntivo.
- nel discorso indiretto introdotto da un verbo di "dire" (verba dicendi, spesso al passato), si può trovare l'ottativo al posto dell'indicativo (si parla allora di ottativo obliquo, cioè tipico del discorso indiretto, costruzione che in latino si chiama appunto oratio obliqua).

### Latino
In latino l'ottativo è stato assimilato dal congiuntivo. Molti congiuntivi latini derivano tuttavia da antichi ottativi, come rivela la vocale in -i- in quello di sum (sim, sis, sit...), quello dei verbi volo, nolo e malo (velim, nolim, malim accanto a un'altra forma arcaica speculare ai congiuntivi presenti dei verbi appartenenti alla terza coniugazione latina; perciò si avrà anche volam, nolam, malam) o le desinenze in -eri- del congiuntivo perfetto attivo.

### Sanscrito
In sanscrito esiste solo un ottativo, mentre il congiuntivo si è in parte fuso con l'imperativo (le prime persone dell'imperativo si possono ricondurre ad antichi congiuntivi esortativi). In compenso la lingua di Pāṇini ha sviluppato altre, complesse, forme modali: il precativo (modo della preghiera - un ottativo aoristo), il condizionale, che è una forma con aumento sviluppata a partire dal futuro, l'ingiuntivo, che è una forma ridotta di imperfetto e di aoristo con un'ampia gamma di funzioni (in particolare, quella di imperativo negativo, nonché quella di "forma non ridondante" nelle proposizioni coordinate).

### Grammatiche
- E. Bignami, Nozioni di sintassi greca, Milano, Bignami, 1964 [1947], p. 54 e p. 61
- R. Cantarella, C. Coppola, Nozioni di sintassi greca, ottava edizione, Roma, Dante Alighieri, 1989
- A. Cardinale, A. Quasta, Sintassi greca, Napoli, Ferraro, 1991, pp. 206–209
- L. Tusa Massaro, Sintassi del greco antico e tradizione grammaticale, Palermo, L'Epos, 1993, pp. 163–165
- N. Basile, Sintassi storica del greco antico, Levante, 2001, ISBN 8879492489

### Saggistica
- Enrico Bisanti, Il modo ottativo in Luciano, Biblioteca Antichistica, Università di Pisa, 1969